# Seuneubok Dalam (Lhoksukon)
Seuneubok Dalam is een bestuurslaag in het regentschap Aceh Utara van de provincie Atjeh, Indonesië. Seuneubok Dalam telt 322 inwoners (volkstelling 2010).